# ولادو مارکوویچ
ولادو مارکوویچ (انگلیسی: Vlado Marković؛ زادهٔ ۲۶ اوت ۱۹۸۵) بازیکن فوتبال اهل بوسنی و هرزگوین است.
از باشگاه‌هایی که در آن بازی کرده‌است می‌توان به باشگاه فوتبال اسکندربو کورچه، باشگاه فوتبال تئوتا، و باشگاه فوتبال بوراتس بانیا لوکا اشاره کرد.